# Argyreia confusa
Argyreia confusa är en vindeväxtart som först beskrevs av David Prain, och fick sitt nu gällande namn av Raiz. Argyreia confusa ingår i släktet Argyreia och familjen vindeväxter. Inga underarter finns listade i Catalogue of Life.